# Mark Brown (politico)
Mark Stephen Brown (Avarua, 28 febbraio 1963) è un politico cookese, attuale Primo Ministro delle Isole Cook dal 1º ottobre 2020.

## Biografia
Brown è nato ad Avarua e ha studiato alla Nikao Maori School, Nikao Side School, Tereora College e alla Gisborne Boys High School in Nuova Zelanda. Ha conseguito un master in amministrazione aziendale presso l'Università del Pacifico del Sud.
Ha svolto diversi lavori, tra cui funzionario pubblico, consulente politico e agente immobiliare. È stato vicepresidente della Camera di commercio delle Isole Cook e presidente della Cook Islands Touch Association.

## Carriera politica
Nel 2010, Brown è stato eletto deputato e nel dicembre dello stesso anno è stato nominato ministro delle finanze. È stato rieletto deputato alle elezioni del 2014 e del 2018, in seguito a quest'ultime è stato nominato vice primo ministro.
Nel dicembre 2019 è stata aperta un'indagine per frode, contro lui e l'allora primo ministro Henry Puna, per uso improprio di un aereo noleggiato dal governo. Il caso è ancora irrisolto.
Nel giugno 2020, il primo ministro Henry Puna ha annunciato la sua intenzione di dimettersi a settembre, per competere per il ruolo di segretario generale del Forum delle isole del Pacifico. Ha nominato Brown come suo sostituto, che ha successivamente prestato giuramento il 1º ottobre 2020, diventando così il 10º Primo Ministro delle Isole Cook. Mark Brown ha poi deciso di tenere per sé 17 ministeri, tra cui esteri, interni, finanze, giustizia, energia e immigrazione, decisione malvista dall'opposizione, che lo ha accusato di non avere fiducia nei suoi deputati.